# Laurobasidium lauri
Laurobasidium lauri är en svampart som först beskrevs av Hermann Theodor Geyler, och fick sitt nu gällande namn av Jülich 1982. Laurobasidium lauri ingår i släktet Laurobasidium och familjen Exobasidiaceae.   Inga underarter finns listade i Catalogue of Life.

## Bildgalleri

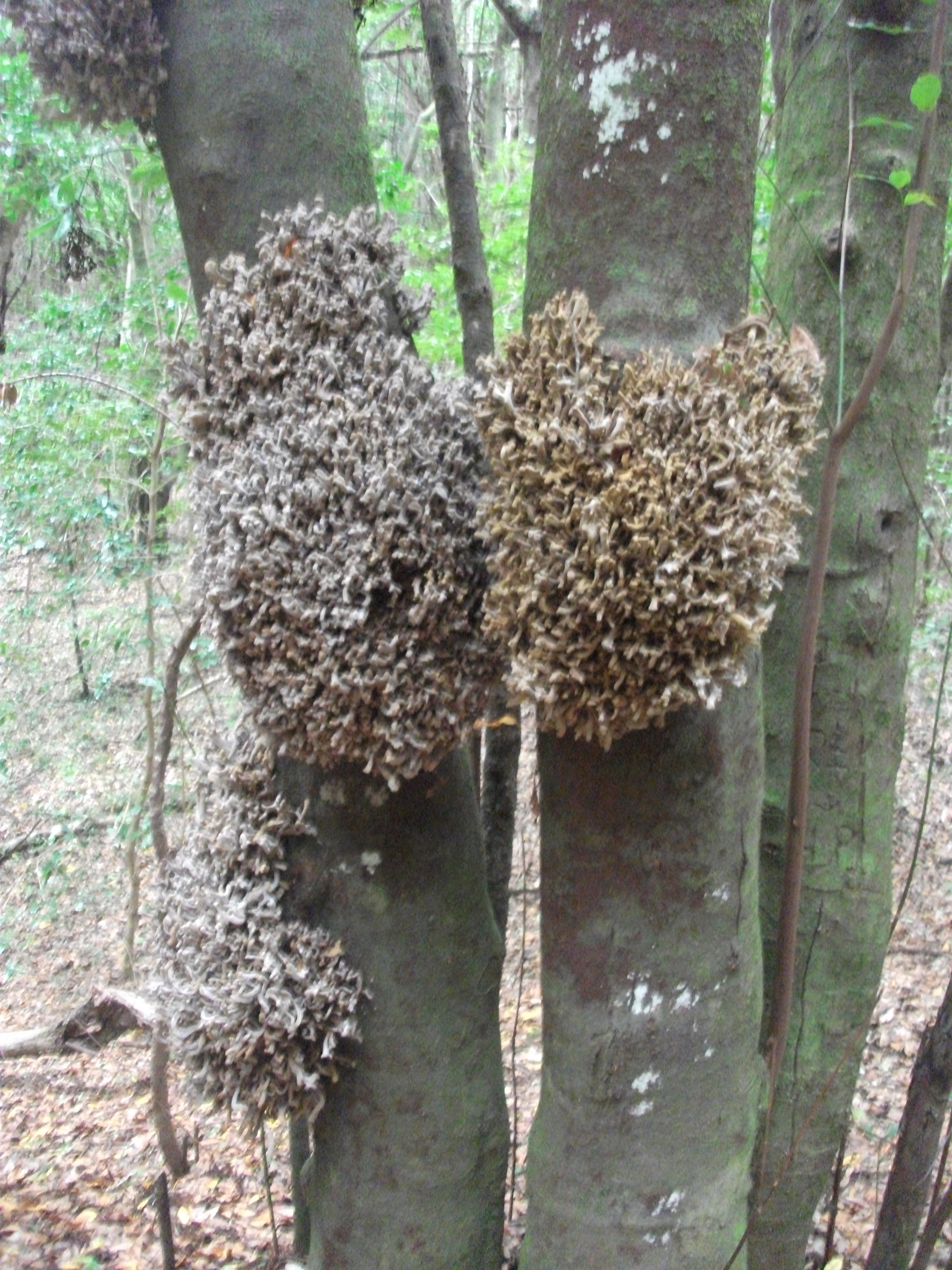